# SN 2011ds
SN 2011ds – supernowa typu II odkryta 13 maja 2011 roku w galaktyce A200220-2013. W momencie odkrycia miała maksymalną jasność 16,60m.